# 1-а Катеринівка
1-а Катеринівка (рос. 1-я Екатериновка) — присілок в Солнцевському районі Курської області Російської Федерації.
Населення становить 24 особи. Входить до складу муніципального утворення Іванівська сільрада.

## Історія
Населений пункт розташований на території українського етнічного та культурного краю Східна Слобожанщина.
Від 2004 року входить до складу муніципального утворення Іванівська сільрада.

## Населення
| 2002 | 2010 |
| ---- | ---- |
| 61   | ↘24  |